# Мезомерний ефект
Мезомерний ефект (рос. мезомерный эффект, англ. mesomeric effect) —

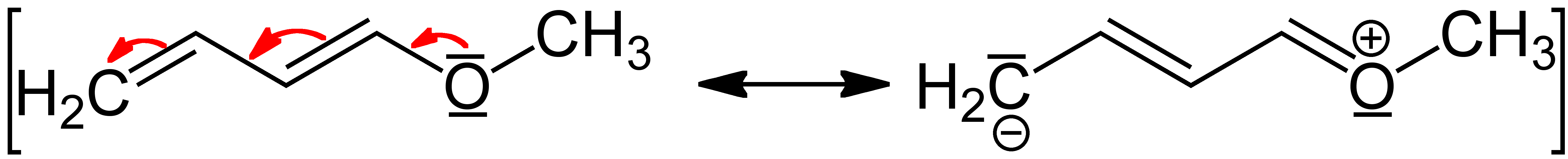
+M-ефект

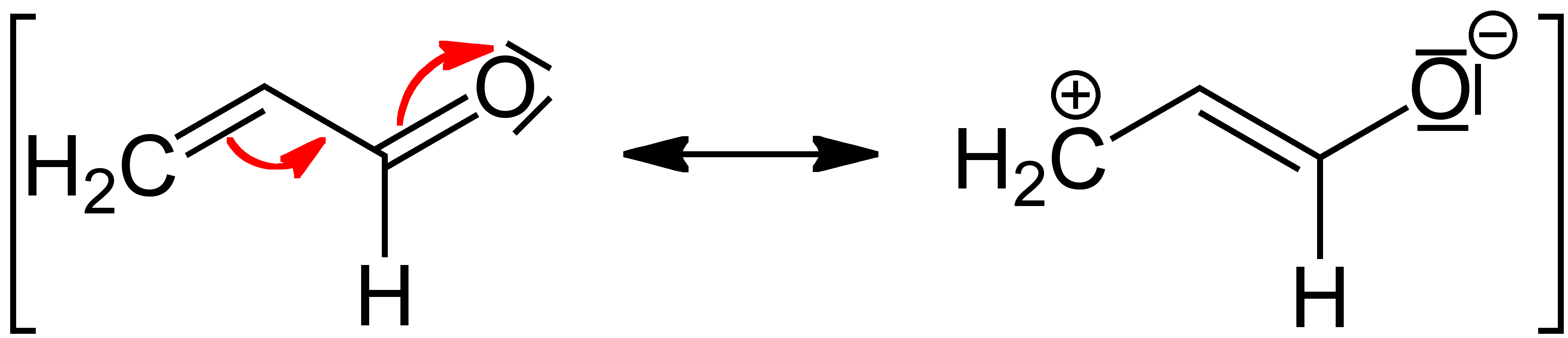
–M-ефект

1. У фізико-органічній хімії — ефект, який проявляється у зміні швидкостей реакцій, йонних рівноваг та інших хімічних властивостей молекул при заміні замісників у них. Його поява пояснюється зміною розподілу електронної густини в органічних молекулах, у яких поруч з подвійними зв'язками (особливо спряженими) знаходяться замісники, що мають вільні пари електронів або кратні зв'язки.
Мезомерний ефект проявляється в основному електронному стані молекули. Коли молекула збуджується чи її енергія зростає на шляху до перехідного стану, мезомерний ефект може підсилюватись електромерним ефектом. Узагальнено обидва ці ефекти називають резонансним ефектом замісника.
2. У структурній хімії — внутрішньомолекулярна поляризація кон'югованої молекулярної системи, привнесена замісником, чиї pπ або π-орбіталі перекриваються з π-MO кон'югованої частини молекули. Чіткою відмінністю мезомерного ефекту від індуктивного є альтернування електронної густини в кон'югованій системі, до якої приєднаний мезомерний замісник.
Електронодонорні замісники з вільними електронними парами (наприклад, гідрокси-, аміно- групи) проявляють позитивний мезомерний ефект (+M), а замісники з низько розташованими вільними МО характеризуються негативним мезомерним ефектом (-M).